# 瑞士名錶
瑞士名錶（日语：サダムパテック），是日本純種競賽馬匹。生涯活躍於一哩至中距離賽事，曾勝出2012年一哩冠軍賽。

## 出賽前
2008年3月30日出生於北海道白老町白老牧場，成長途中於拍賣會上被馬主大西定以1260萬日圓購入。
其後交由栗東訓練中心練馬師西園正都訓練。

## 競賽生涯

### 2歲
2010年10月17日出戰京都競馬場2歲新馬戰，於其中獲得亞軍後，再於月末的2歲未勝利戰取得首勝。
其後出戰東京體育盃兩歲錦標，比賽途中保持於較後位置下不斷向前爬升，進入直路進一步爆發末腳下成功衝出，最終拉開後方3 1/2馬位取得首個分級賽冠軍。
12月19日出戰朝日盃未來錦標，雖然於直路上由中團位置展開加速並跑出不俗的速度，但仍然被大賽波士、實際影響及Libertas壓制，最終以第四完賽。

### 3歲
2011年首戰爲彌生賞，本次比賽其選擇於先頭位置展開推進，雖然於第三彎道稍微墮後，但於第四彎道重新發力進佔前方位置。進入直路後，其繼續保持發力姿態逐步加速，最終超越前方的Pray並以1/2馬位優勢贏過對手取得冠軍。
4月24日出戰皋月賞，比賽途中一直保持穩定的節奏處於中團位置，進入直路後開始衝刺並一度進入有利局面，然而最終仍然被後方跑出凌厲速度的黃金巨匠超越，最終被拉開3馬位差距落敗得第二。
其後出戰東京優駿（日本打吡），但狀態不佳之下僅跑獲第七名。
入秋後其狀態稍爲恢復，雖然未能於任何賽事掄元，但仍然可以於聖烈特紀念、菊花賞及鳴尾紀念中跑出第三、第五及第三的全入板戰績。

### 4歲
2012年年初出戰京都金盃及東京新聞盃，然而不再狀態之下未能跑出優秀的戰績，分別以第五及第十三落敗。
5月12日出戰京王盃春季盃，於比賽途中採取居中戰術下在直路爆發速度，不斷加速下成功取得領先並壓制後上的至要名駒及動人勝駒，最終以3/4馬位優勢取得冠軍。
然而其後未能保持此表現，先於安田紀念以第九落敗，入秋後出戰秋季天皇賞亦僅獲得第八。
11月18日出戰一哩冠軍賽，賽前落後天鵝錦標冠軍大賽波士、安田紀念冠軍強勁回報及富士錦標亞軍終極態況取得第四人氣。比賽開始後，前方仍然由典型的領放馬國際高球帶出，瑞士名錶和大賽波士處於中團靠前位置，而強勁回報及終極態況則於中團靠後。進入直路後，由於先行馬匹逐漸失速，因而瑞士名錶、大賽波士及多瑙河三駒趁機衝出以搶佔先頭的位置。直路中段，三駒仍然處於爭奪的狀態，但此時瑞士名錶明顯表現出較優秀的衝刺力，最終於其不斷加速下成功率先透出，以頸位優勢壓贏對手取得首個分級賽冠軍。
其後陣營安排其遠征香港出戰香港一哩錦標，但面對一衆國際一哩好手下其無法發揮突出的表現，最終僅以第六完賽。

### 5歲
2013年，其出戰五場賽事但均未能掄元，最佳戰績爲於天鵝錦標取得第三。

### 6歲
進入2014年，其春季仍然處於低潮之中，出戰美國賽馬會盃、中山紀念及安田紀念分別以第十一、第七及第七落敗。
短暫放草過後以中京紀念作爲秋季起動戰，比賽途中一直保持由中團靠後位置等待時機，進入直路後由外檔一舉衝出蠶食前方所有賽駒，最終成功顛覆第七人氣的低評價爆冷奪得冠軍。
然而其後狀態再度下滑，於秋季餘下時所有賽事均未能跑出入板的戰績。
12月27日於阪神盃取得第十一過後，陣營決定安排其退役，並於2015年1月7日取消日本中央競馬會的賽駒註冊。

### 詳細賽績
| 日期       | 舉辦國家/地區 | 馬場 | 距離   | 級別 | 賽事名稱           | 負重 | 騎師     | 馬號 | 舉辦國家 | 名次 | 時間    | 頭馬（二馬）       |
| ---------- | ------------- | ---- | ------ | ---- | ------------------ | ---- | -------- | ---- | -------- | ---- | ------- | ------------------ |
| 17/10/2010 | 日本          | 京都 | 草1600 |      | 2歲新馬            | 55   | 柴田善臣 | 1    | 16       | 2    | 1:37.1  | Katies Gem         |
| 30/10/2010 | 日本          | 京都 | 草1600 |      | 2歲未勝利          | 55   | 蘇銘倫   | 3    | 14       | 1    | 1:34.3  | （碧海銀鯊）       |
| 20/11/2010 | 日本          | 東京 | 草1800 | GIII | 東京體育盃兩歲錦標 | 55   | 蘇銘倫   | 2    | 16       | 1    | 1:47.3  | （Lift the Wings） |
| 19/12/2010 | 日本          | 中山 | 草1600 | GI   | 朝日盃未來錦標     | 55   | 蘇銘倫   | 10   | 16       | 4    | 1:34.1  | 大賽波士           |
| 6/3/2011   | 日本          | 中山 | 草2000 | GII  | 彌生賞             | 56   | 岩田康誠 | 6    | 11       | 1    | 2:01.0  | （Pray）           |
| 24/4/2011  | 日本          | 東京 | 草2000 | GI   | 皋月賞             | 57   | 岩田康誠 | 4    | 18       | 2    | 2:01.3  | 黃金巨匠           |
| 29/5/2011  | 日本          | 東京 | 草2400 | GI   | 東京優駿           | 57   | 岩田康誠 | 2    | 18       | 7    | 2:32.8  | 黃金巨匠           |
| 18/9/2011  | 日本          | 中山 | 草2200 | GII  | 聖烈特紀念         | 56   | 岩田康誠 | 14   | 17       | 3    | 2:10.7  | 重大戰役           |
| 23/10/2011 | 日本          | 京都 | 草3000 | GI   | 菊花賞             | 57   | 岩田康誠 | 11   | 18       | 5    | 3:03.8  | 黃金巨匠           |
| 3/12/2011  | 日本          | 阪神 | 草1800 | GIII | 鳴尾紀念           | 56   | 岩田康誠 | 11   | 13       | 3    | 1:45.7  | 紅樂手             |
| 5/1/2012   | 日本          | 京都 | 草1600 | GIII | 京都金盃           | 57   | 岩田康誠 | 10   | 16       | 5    | 1:33.2  | 欣喜之淚           |
| 5/2/2012   | 日本          | 東京 | 草1600 | GIII | 東京新聞盃         | 57   | 岩田康誠 | 14   | 16       | 13   | 1:34.2  | 禮貌周到           |
| 12/5/2012  | 日本          | 東京 | 草1400 | GII  | 京王盃春季盃       | 56   | 韋紀力   | 12   | 15       | 1    | 1:20.1  | （至要名駒）       |
| 3/6/2012   | 日本          | 東京 | 草1600 | GI   | 安田紀念           | 58   | 韋紀力   | 7    | 18       | 9    | 1:32.0  | 強勁回報           |
| 28/10/2012 | 日本          | 東京 | 草2000 | GI   | 秋季天皇賞         | 58   | 武豐     | 5    | 18       | 8    | 1:57.9  | 榮進閃耀           |
| 18/11/2012 | 日本          | 京都 | 草1600 | GI   | 一哩冠軍賽         | 57   | 武豐     | 1    | 18       | 1    | 1:32.9  | （大賽波士）       |
| 9/12/2012  | 香港          | 沙田 | 草1600 | GI   | 香港一哩錦標       | 57   | 武豐     | 5    | 12       | 6    | 1:34.65 | 雄心威龍           |
| 11/5/2013  | 日本          | 東京 | 草1400 | GII  | 京王盃春季盃       | 58   | 武豐     | 14   | 18       | 7    | 1:20.9  | 大和佳駿           |
| 2/6/2013   | 日本          | 東京 | 草1600 | GI   | 安田紀念           | 58   | 武豐     | 18   | 18       | 13   | 1:32.4  | 龍王               |
| 26/10/2013 | 日本          | 京都 | 草1400 | GII  | 天鵝錦標           | 58   | 和田龍二 | 7    | 13       | 3    | 1:21.1  | 李察先生           |
| 17/11/2013 | 日本          | 京都 | 草1600 | GI   | 一哩冠軍賽         | 57   | 和田龍二 | 2    | 18       | 7    | 1:33.0  | 太陽神驥           |
| 23/12/2013 | 日本          | 阪神 | 草1400 | GII  | 阪神盃             | 57   | 和田龍二 | 8    | 18       | 8    | 1:21.9  | 實際影響           |
| 26/1/2014  | 日本          | 中山 | 草2200 | GII  | 美國賽馬會盃       | 57   | 戶崎圭太 | 11   | 16       | 11   | 2:14.8  | 綠油油             |
| 2/3/2014   | 日本          | 中山 | 草1800 | GII  | 中山紀念           | 57   | 田中勝春 | 13   | 15       | 7    | 1:50.8  | 一路通             |
| 8/6/2014   | 日本          | 東京 | 草1600 | GI   | 安田紀念           | 58   | 田中勝春 | 15   | 17       | 7    | 1:37.5  | 一路通             |
| 27/7/2014  | 日本          | 中京 | 草1600 | GIII | 中京紀念           | 58   | 田中勝春 | 15   | 16       | 1    | 1:37.1  | （Mikki Dream）    |
| 14/9/2014  | 日本          | 新潟 | 草1600 | GIII | 京成盃秋季讓賽     | 58.5 | 田中勝春 | 5    | 15       | 8    | 1:33.7  | 亞瑟神劍           |
| 1/11/2014  | 日本          | 京都 | 草1400 | GII  | 天鵝錦標           | 57   | 田中勝春 | 7    | 13       | 10   | 1:21.2  | 覓奇島             |
| 17/11/2014 | 日本          | 京都 | 草1600 | GI   | 一哩冠軍賽         | 57   | 田中勝春 | 4    | 17       | 11   | 1:32.5  | 碧海銀鯊           |
| 27/12/2014 | 日本          | 阪神 | 草1400 | GII  | 阪神盃             | 57   | 菱田裕二 | 15   | 18       | 11   | 1:21.4  | 實際影響           |

## 退役後
退役後，瑞士名錶成爲了配種馬，於北海道新冠町優駿Stallion Station休養，在2015年進行配種，首批子嗣於2016年出生。首批子嗣可於2018年出賽。
2016年其被輸出至韓國作爲配種馬使用，於濟州特別自治道西歸浦市的一個牧場休養。
2022年9月13日，其於放草期間突然倒地死亡，享年14歲。

## 血統簡介
父系富士奇蹟爲日本賽駒，生涯出戰四場賽事全勝，包含一級賽朝日盃三歲錦標，曾被看好可以達成無敗三冠的偉業，但於彌生賞後因傷退役，因而被稱爲「幻之三冠馬」。祖父週日寧靜爲美國三冠賽雙軍馬，退役後在日本配種，其子嗣贏得巨額獎金，連續12年成為日本冠軍種馬。
母系Summer Night City爲日本賽駒，生涯戰績不佳未能突破條件戰級別。外祖父喜利是路爲法國賽駒，生涯戰績優秀，曾勝出一級賽凱旋門大賽、根利錦標及雷鵬錦標，更成功連霸聖格盧大賽。

### 血統表
| 父線：週日寧靜系（Halo系）                |                             |                |                 |
| 種馬 富士奇蹟 1992年（棕色）              | 週日寧靜 1996年（棕色）     | Halo           | Hail to Reason  |
| 種馬 富士奇蹟 1992年（棕色）              | 週日寧靜 1996年（棕色）     | Halo           | Cosmah          |
| 種馬 富士奇蹟 1992年（棕色）              | 週日寧靜 1996年（棕色）     | Wishing Well   | Understanding   |
| 種馬 富士奇蹟 1992年（棕色）              | 週日寧靜 1996年（棕色）     | Wishing Well   | Mountain Flower |
| 種馬 富士奇蹟 1992年（棕色）              | Millracer 1983年（棗色）    | Le Fabuleux    | Wild Risk       |
| 種馬 富士奇蹟 1992年（棕色）              | Millracer 1983年（棗色）    | Le Fabuleux    | Anguar          |
| 種馬 富士奇蹟 1992年（棕色）              | Millracer 1983年（棗色）    | Marston's Mill | In Reality      |
| 種馬 富士奇蹟 1992年（棕色）              | Millracer 1983年（棗色）    | Marston's Mill | Millicent       |
| 繁殖雌馬 Summer Night City 1999年（棗色） | 喜利是路 1993年（棗色）     | 神話王         | 北地舞人        |
| 繁殖雌馬 Summer Night City 1999年（棗色） | 喜利是路 1993年（棗色）     | 神話王         | Fairy Bridge    |
| 繁殖雌馬 Summer Night City 1999年（棗色） | 喜利是路 1993年（棗色）     | Helice         | Slewpy          |
| 繁殖雌馬 Summer Night City 1999年（棗色） | 喜利是路 1993年（棗色）     | Helice         | Hirondelle      |
| 繁殖雌馬 Summer Night City 1999年（棗色） | Diamond City 1988年（棗色） | 淘金者         | Raise a Native  |
| 繁殖雌馬 Summer Night City 1999年（棗色） | Diamond City 1988年（棗色） | 淘金者         | Gold Digger     |
| 繁殖雌馬 Summer Night City 1999年（棗色） | Diamond City 1988年（棗色） | Honey's Flag   | Hoist the Flag  |
| 繁殖雌馬 Summer Night City 1999年（棗色） | Diamond City 1988年（棗色） | Honey's Flag   | Cathy Honey     |
| 雌系：號族：9-h                           |                             |                |                 |
| 五代內近親交配：無                        |                             |                |                 |

## 命名由來
名字中，Sadamu（サダム）是馬主大西定之冠名，出自其名字的讀音，Patek（パテック）來自瑞士名貴鐘錶品牌柏德菲臘之名字，香港則忽略冠名部分只取後半部分之意思，翻譯为「瑞士名錶」。

## 外部連結
- 瑞士名錶 netkeiba.com （页面存档备份，存于）
- 血統表